# Jeanne Loisinger
Jeanne Loisinger (en allemand : Johanna Loisinger), comtesse de Hartenau, est née le 18 avril 1865 à Presbourg dans l'empire d'Autriche et morte le 20 juillet 1951 à Vienne, en Autriche. C'est une actrice, pianiste et chanteuse lyrique soprano autrichienne.

## Biographie

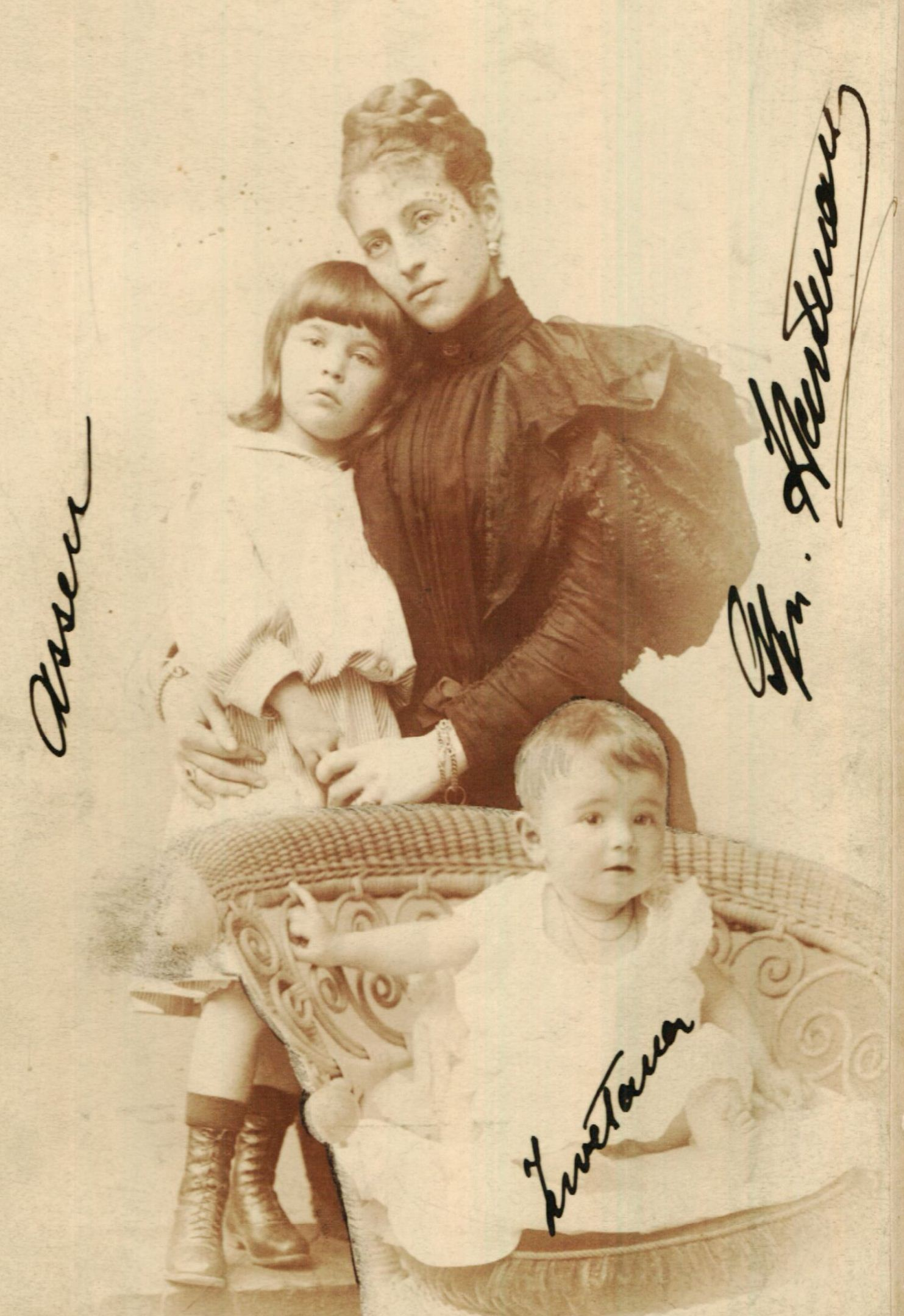
Johanna Loisinger et ses deux enfants, vers 1894

Jeanne Loisinger est née le 18 avril 1865 à Presbourg de Jean Loisinger et de Marie Meier.
Elle fait des études de chant puis part se produire à Prague, Troppau (aujourd'hui Opava), Linz, et au théâtre de Darmstadt. Elle est alors connue pour ses interprétations des œuvres de Mozart.
Jeanne Loisinger épouse le prince déchu Alexandre de Bulgarie (1857-1893) le 6 février 1889 à Menton dans les Alpes-Maritimes, en France. Le prince a abdiqué du trône bulgare en 1886 et porte désormais le titre de comte de Hartenau. Jeanne Loisinger devient donc comtesse de Hartenau. Le couple s'installe à Graz, en Autriche-Hongrie, et a deux enfants : Assen Ludwig Alexander (1890–1965) et Marie Therese Vera Zvetana (1893–1935). Après la mort prématurée de son mari, Jeanne déménage à Vienne, où elle dirige plusieurs organisations musicales dont l'Orchestre symphonique de Vienne.
Jeanne Loisinger meurt le 20 juillet 1951 à Vienne. Elle est enterrée au cimetière Saint-Léonard à Graz,  où sa fille était déjà enterrée.